# Racingline.hu
A Racingline.hu egy híroldal, amely elsősorban pályaautózással foglalkozik a motorsportok világában. Magyar nyelvű, de a szerkesztők írtak már nemzetközi autósportos oldalakra is. A Racingline.hu központja Budapesten, Magyarországon található.

## Története
A Racingline.hu 2017-ben alakult, azonban a múltja 2009-ig vezethető vissza. 2009 márciusában Kelemen Attila Forma-1-es blogját felkarolta a Pannon Lapok Társasága, és f1csatorna.hu néven szakportált indítottak. Már a kezdetektől fogva a csapat tagja volt - Attila, mint főszerkesztő - mellett Vámosi Péter, főszerkesztő helyettesként. 2010-11 környékén már világosan látszódott, hogy érdemes szélesíteni a portfóliót, így 2012-ben már Motorsport Csatorna néven a WTCC és a kamionversenyzés is kiemelt szerephez jutott az oldalon , további motorsportos tartalmak mellett. A portál évekig kizárólagos médiapartnere volt a Symbol Budapest F1 Afterparty sorozatának. 2017 májusában a teljes akkori szerkesztőség az archívummal együtt kilépett a Pannon Lapok Társasága kötelékéből és Racingline.hu néven folytatták a tevékenységüket.

## Munkatársak
A jelenlegi főszerkesztő Vámosi Péter, valamint helyettesként Tajthi Andrea a Racingline.hu megalakulása óta irányítják az oldalt. A csapat további állandó újságírói (köztük már többen az FIA által akkreditáltak): Hegedűs Dávid, Jo Klausmann, Boa Bence, Czuth Csaba, Csonka Nikolett, Jámbor Máté, Tóth Róbert és Varga Ákos. Fotósként: Kaiser Erika, Varga András, Magyar Gábor és Májer Csaba József.

## Kitüntetések
2015-ben Vámosi Péter a Hungaroring elismerésében részesült, a pályáért végzett munkásságáért.